# Ilotes
Els ilotes o hilotes (en grec antic Εἵλωτες Heílōtes, en llatí Hilotae) eren els membres de la classe social inferior a Esparta. Tots els espartans estaven inclosos en una de les tres classes: espartiates, els ciutadans de ple dret; els periecs, els ciutadans de segona, sense poder polític, que es dedicaven al comerç i la manufactura; i els hilotes, esclaus públics, que eren la gran majoria de pobladors. Eren serfs agregats a la terra (serfs de la gleva, adscripti glebae). No existia cap altra classe d'esclaus a Lacedemònia. Causaven aldarulls i revoltes armades (Messènia, 464 aC).
El seu nom derivaria, segons Pausànies, del fet que els primers hilotes foren els habitants aqueus originals de la ciutat d'Helos a Lacònia, sotmesos pels doris invasors, i reduïts després d'una lluita desesperada. Teopomp els presenta com les restes de la població aquea originària; segons Èfor, citat per Estrabó, els aqueus originaris foren conquerits però van poder conservar els drets civils i polítics i foren anomenats ilotes, però foren privats d'aquest estatus per Agis, fill d'Eurístenes, que els va fer pagar tribut; els ilotes es van resistir i foren derrotats i reduïts a l'esclavatge, sense drets polítics. Modernament s'han proposat derivacions de 'habitants de la plana' o 'presoners'.
Després de la segona guerra messènica els messenis foren fets esclaus i inclosos en el grup dels ilotes, situació que va durar fins que Epaminondes va restablir la independència de Messènia i va alliberar els ilotes que van formar el gruix principal de la població de la capital del nou estat, Messene.
Els ilotes eren propietat de l'estat que cedia el seu servei a individuals, reservant-se el dret d'emancipació; eren inclosos en una terra i no podien ser venuts separadament; en cada hisenda vivien entre cinc i set famílies d'ilotes i cultivaven la terra pagant a l'amo dels terrenys una quantitat fixada de la producció establerta que no podia ser superada; la renda anyal era de 82 medimmes d'ordi, i una quantitat proporcional d'oli i vi. També feien de servents dels espartans i treballaven en obres públiques de l'estat; a la guerra servien com a infanteria lleugera i un nombre variable anava ben armats, amb els espartans al davant; a la batalla de Platea la relació en el nombre d'ilotes fou de set individus per cada espartà. Només servien com a hoplites en circumstàncies especials d'emergència i generalment llavors, si lluitaven bé i sobrevivien, eren emancipats (la primera vegada que això consta que va passar fou a l'expedició de Bràsides, el 424 aC).
Els ilotes eren tractats amb gran crueltat: havien de portar robes miserables com capells de pell de gos, vestits de pèls d'ovella i rebien ferides cada any per tal que recordessin que eren esclaus; els amos els podien condemnar a la pena de mort. La institució de la criptea, part de la formació militar dels joves espartans que consistia a matar ilotes, dona idea de la crueltat amb què eren tractats.
Els ilotes emancipats no passaven a ser periecs o espartiates, sinó que formaven una nova classe dividida en diverses subclasses entre les quals: els que quedaven eximits de serveis, els que servien a la guerra, els que servien en vaixells, i els que tenien la llibertat de manera temporal.